# 北馬其頓交通
本文簡述北馬其頓共和國交通概況。

## 鐵路
北馬其頓國內鐵路總長度925 km（575 mi），由馬其頓鐵路負責運營。目前北馬其頓有修建新的鐵路線的計劃。北馬其頓也有開往塞爾維亞、科索沃和希臘等鄰國的國際列車。

## 公路
北馬其頓國內公路總長度9,573 km（5,948 mi）。

## 水運
北馬其頓不臨海且沒有內河航路，只有湖上水運。
None. Lake transport (tourist and recreational boats) only, on the Greek and Albanian borders.

## 機場
2002年，北馬其頓有17個機場。